# هاردستی
هاردستی(به انگلیسی: Hardesty) شهری در ایالت اکلاهما کشور ایالات متحده آمریکا است که جمعیت آن در سرشماری سال ۲۰۱۰ میلادی، ۲۱۲ نفر بوده‌است.